# Wielawino
Wielawino (dawniej:niem. Flackenheide) – wieś w Polsce położona w województwie zachodniopomorskim, w powiecie szczecineckim, w gminie Grzmiąca. Leży przy drodze wojewódzkiej nr 171.